# مارك هيب
مارك هيب (بالإنجليزية: Mark Heap )‏ (و. 1957  م) هو ممثل هزلي، ومحرك عرائس، ولاعب سيرك ‏، وممثل مسرحي، وممثل أفلام بريطاني، ولد في كوديكانال، بدأ مشواره المهني سنة 1987.

## وصلات خارجية
- مارك هيب على موقع IMDb (الإنجليزية)
- مارك هيب على موقع ألو سيني (الفرنسية)
- مارك هيب على موقع ميوزك برينز (الإنجليزية)
- مارك هيب على موقع أول موفي (الإنجليزية)
- مارك هيب على موقع قاعدة بيانات الأفلام السويدية (السويدية)
- مارك هيب على موقع قاعدة بيانات الفيلم (الإنجليزية)
- مارك هيب على موقع كينوبويسك (الروسية)